# Porsnäsfjärden
Porsnäsfjärden är en sjö i Piteå kommun i Norrbotten och ingår i Alterälvens huvudavrinningsområde. Sjön har en area på 0,822 kvadratkilometer och ligger 2 meter över havet. Sjön avvattnas av vattendraget Alterälven.

## Delavrinningsområde
Porsnäsfjärden ingår i det delavrinningsområde (727060-176310) som SMHI kallar för Utloppet av Porsnäsfjärden. Medelhöjden är 9 meter över havet och ytan är 4,48 kvadratkilometer. Räknas de 33 avrinningsområdena uppströms in blir den ackumulerade arean 445,77 kvadratkilometer. Avrinningsområdets utflöde Alterälven mynnar i havet. Avrinningsområdet består mestadels av skog (41 procent) och jordbruk (16 procent). Avrinningsområdet har 0,81 kvadratkilometer vattenytor vilket ger det en sjöprocent på 17,9 procent. Bebyggelsen i området täcker en yta av 0,6 kvadratkilometer eller 13 procent av avrinningsområdet.